# Ilex brevipedicellata
Ilex brevipedicellata là một loài thực vật có hoa trong họ Aquifoliaceae. Loài này được Steyerm. mô tả khoa học đầu tiên năm 1988.